# Simonsmühle (Leutershausen)
Simonsmühle war ein Gemeindeteil der ehemaligen Gemeinde Jochsberg im Landkreis Ansbach. Heute ist das denkmalgeschützte Anwesen Haus Nr. 3 von Erndorf. Simonsmühle liegt in der Gemarkung Jochsberg.

## Geografie
Die ehemalige Einöde liegt auf einer Höhe von 428 m ü. NHN am Sachsaugraben, der 200 Meter weiter südwestlich als linker Zufluss in die Altmühl mündet.

## Geschichte
Der Ort kann in einer Urkunde aus dem 15. Jahrhundert erstmals eindeutig als die Simonsmühle identifiziert werden. Sie gehörte zu dieser Zeit den Herren von Seckendorff zu Jochsberg. In den 16-Punkte-Berichten des ansbachischen Amtes Leutershausen von 1608 und 1681 wurde sie jeweils aufgeführt. In letzterem Bericht war das Seckendorff’sche Rittergut Jochsberg bereits in das ansbachische Vogtamt Jochsberg umgewandelt worden. In der Vetterschen Oberamtsbeschreibung von 1732 wurde die Mühle erstmals namentlich erwähnt, ebenso 1790 in der Beschreibung […] des Fürstentums Brandenburg-Anspach von J. B. Fischer und 1802 bei Bundschuh. Unter der preußischen Verwaltung (1792–1806) des Fürstentums Ansbach erhielt die Simonsmühle bei der Vergabe der Hausnummern die Nr. 1 des Ortes Erndorf. Von 1797 bis 1808 unterstand der Ort dem Justizamt Leutershausen und Kammeramt Colmberg.
Im Rahmen des Gemeindeedikts wurde Simonsmühle dem 1808 gebildeten Steuerdistrikt Jochsberg zugeordnet. Sie gehörte auch der 1810 gegründeten Ruralgemeinde Jochsberg an. Die Simonsmühle wurde nur in den Ortsverzeichnissen von 1818, 1820 und 1832 erwähnt. 1818 lebten dort 7 Personen. Zu dem Anwesen gehörten etwa 5 ha Ackerland und 5,5 ha Weideland, die sich auf mehrere Parzellen verteilten.

## Baudenkmal
- Erndorf 3: Mühl- und Wohnhaus[13]